# Jennifer Peña
Jennifer Marcella Peña (San Antonio, 17 settembre 1983) è una cantante statunitense, esponente di musica Tex-Mex.
Dal 1996 al 2000 ha pubblicato quattro album a nome Jennifer y Los Jetz. Nel 2002 ha pubblicato il suo primo album a nome Jennifer Peña.

## Discografia
Jennifer y Los Jetz
- 1996 - Dulzura
- 1997 - Jennifer
- 1998 - Mariposa
- 2000 - Abrázame y bésame

Jennifer Peña
- 2002 - Libre
- 2004 - Seducción
- 2004 - Houston Rodeo Live
- 2007 - Dicen que el tiempo

## Filmografia
- All You've Got - Unite per la vittoria (All You've Got), regia di Neema Barnette (2006)
- Amexicano, regia di Matthew Bonifacio (2007)